# انگلستان در قرون وسطی

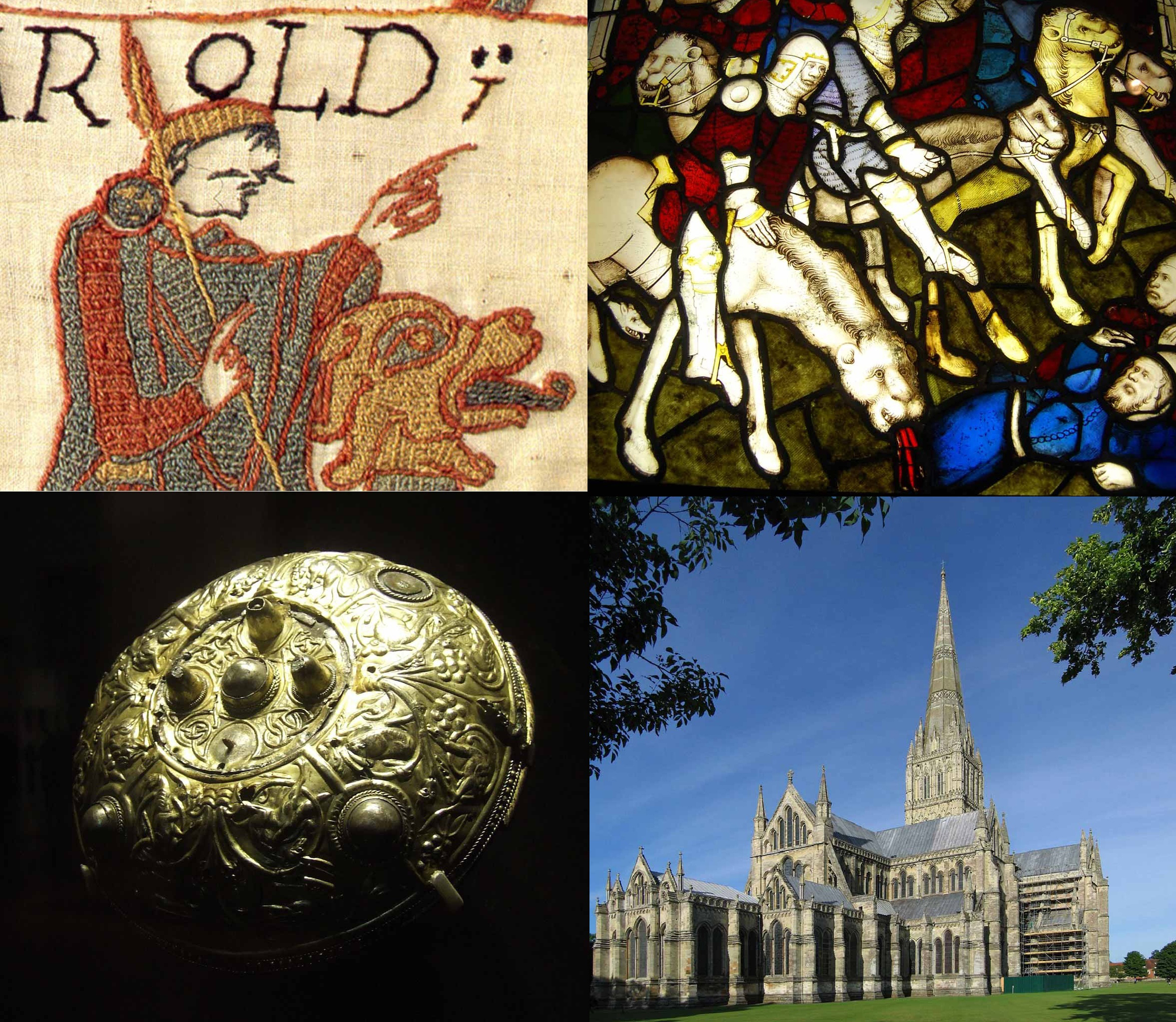
از بالا سمت چپ: جزئیات مربوط به قرن یازدهم میلادی، فرشینه بایو، نشانگر هارولد گادوینسن، قرن پانزدهم میلادی: شیشه‌های رنگی
یورک مینستر، نشانگر بخشی از آخرالزمان، کلیسای جامع سالزبری، ساخته شده در قرن سیزدهم میلادی، کاسه اورمساید، مربوط به قرن نهم میلادی

انگلستان در قرون وسطی (انگلیسی: England in the Middle Ages) عنوان دوره‌ای است در تاریخ انگلستان که از اواخر قرن پنجم میلادی آغاز و تا اوایل سال ۱۴۸۵ ادامه می‌یابد. هنگامی که انگلستان از فروپاشی امپراتوری روم پدید آمد، اقتصاد بسیار فقیری داشت و اغلب شهرها به حال خود رها گردیده بودند. با گذشت چند قرن و مهاجرت آلمان‌ها، هویت و فرهنگ جدیدی پدیدار گشت. این هویت جدید باعث شد تا حاکمان محلی در جهت توسعه پادشاهی به قدرت و رقابت بپردازند. در همان زمان، فرهنگی غنی تحت لوای آنگلوساکسون شکوفا گردید؛ فرهنگی که باعث به وجود آمدن اشعار حماسی همچون بیوولف و کشف پیچیدگی‌های فلزکاری گردید. آنگلوساکسون‌ها در قرن هفتم به مسیحیت گرویدند و شبکه‌ای از صومعه و کلیسا در سراسر انگلستان ساخته شد.
در قرن هشتم تا نهم میلادی، انگلستان تحت آماج حملات شدید وایکینگ‌ها قرار گرفت. این حملات مُنجر به جنگ‌هایی شد که برای چندین دهه به طول انجامید. وسکس یا همان پادشاهی ساکسون غربی به عنوان یک پادشاهی قدرتمند در همین برهه از زمان پایه‌گذاری شد. ترویج و رشد هویت انگلیسی، در کنار بحران‌های مکرر از مناقشات جانشینی به همراه تشنج دانمارکی‌های ژرمنی — قبیله‌های ژرمنی شمالیِ ساکن جنوب اسکاندیناوی — سرآغازی بود بر ورود انگلستان به سده یازدهم. انگلستان از ۱۰۶۰ میلادی، کشوری قدرتمند بود که دولتی مقتدر نیز با ارتشی قوی و اقتصادی به نسبت مستحکم بر آن حکم می‌راند.
تهاجم نُرمَن‌ها به انگلستان در ۱۰۶۶ میلادی، منتهی به شکست و جایگزینی نُخبگان آنگلوساکسون با نُرمَن‌ها و اشراف فرانسوی گردید که مشارکت حامیان خودشان را نیز در پی داشت. ویلیام فاتح و جانشینان وی بر سازوکار حکومتیِ موجود اشراف کامل داشتند. سرکوب شورش‌های محلی و کنترل جمعیت از طریق ایجاد یک شبکه از قلعه‌های نظامی میسر گردید. حاکمان جدید، یک رویکرد فئودالیسم انگلیسی را حاکم نمودند. هر چند عمل برده‌داری ریشه‌کن گردید — با این حال — به جای آن یک پیکرهٔ گسترده و تشکیلاتی از کارگران غیرآزاد به نام رعیت پدید آمد. موقعیت زنان قرون وسطی در جامعه، با توجه به قوانین مربوط به زمین و لردنشین قابل تغییر بود. جمعیت انگلستان در طول قرون ۱۲ تا ۱۳ میلادی تقریباً ۲ برابر گردید.
توسعه و گسترش شهرها زمینه‌ساز افزایش جمعیت در شهرها و شهرستان‌ها گردید که به دنبال آن گسترش تجارت را به همراه داشت و — در کنار این موارد — موج جدیدی از صومعه‌ها تأسیس گردید و راهبان بسیاری شروع به فعالیت نمودند. این در حالی بود که اصلاحات گریگوری، باعث دامن زدن تنش‌ها میان پادشاهان پی‌درپی و اسقف‌های اعظم گردید. با وجود توسعه حکومت انگلستان و نظام حقوقی، منازعه میان انگلیسی‌ها و نخبگان نُرمَن، زمینه‌ساز جنگ‌های متعدد داخلی گردید که حاصل آن از دست رفتن نُرماندی بود.
در طول قرن چهاردهم، انگلستان شاهد قحطی بزرگ و مرگ سیاه بود. این اتفاقات حوادثی بسیار فاجعه‌بار بود که حدود نیمی از جمعیت انگلستان را از میان برداشت. در کنار آن، ویران شدن اقتصاد باعث تضعیف نظام سیاسی و یک هَرج و مَرج کامل گردید. ناآرامی‌هایِ اجتماعیِ حاصل از این رویداد در قالب شورش دهقانان در سال ۱۳۸۱ میلادی نمود پیدا کرد. تغییرات اقتصادی، زمینه‌ساز ظهور یک گروه از طبقه مُرفه و اشراف گردید که شروع به اعمال قدرت از طریق سازوکاری نوظهور به نام فئودالیسم حرامزادگی نمودند. دهقانانِ نزدیک به ۱۵۰۰ روستا — در همین زمان — روستاها را ترک نمودند که همین مسئله مسبب تهی‌ شدن این مناطق از سَکَنه گردید. زنان و مردان بسیاری در طلب فرصت‌های جدید به شهرها و شهرستان‌ها سرازیر شدند.
فناوری‌های جدید معرفی گردیدند و انگلستان زمینه‌ساز معرفی برخی از فلاسفه بزرگ قرون وسطی و دانشمندان علوم طبیعی گردید. پادشاهان سده چهاردهم و پانزدهم میلادی انگلستان مُدعی تاج و تخت فرانسه گشتند که نتیجه این ادعا شعله‌ور شدن جنگ‌های صد ساله بود. در آن برهه از دوران، انگلستان از موفقیت نظامی بزرگی برخوردار گردید که مُبتنی بود بر اقتصاد شناور از عایدی و منافع تجارت بین‌المللی منسوجات و البسه؛ اما با آغاز سال ۱۴۵۰ میلادی کشور در یک وَرطه بحرانی فرورفت. یک رکود دامنه‌دار که حاصل از شکست نظامی در فرانسه بود. ناآرامی‌های اجتماعی اندک اندک نمود پیدا کرد. به دنبال این وقایع، تنش میان خاندان‌های اشرافی انگلیسی مُنجر به وقوع جنگ داخلی موسوم به جنگ رزها گردید. کامیابی هِنری هفتم [در جنگ رزها] به سال ۱۴۸۵ میلادی، پایانی بود بر دوران انگلستان قرون وسطی و ورود این کشور به عصر جدید اولیه.

## اوایل قرون وسطی (۶۰۰–۱۰۶۶)

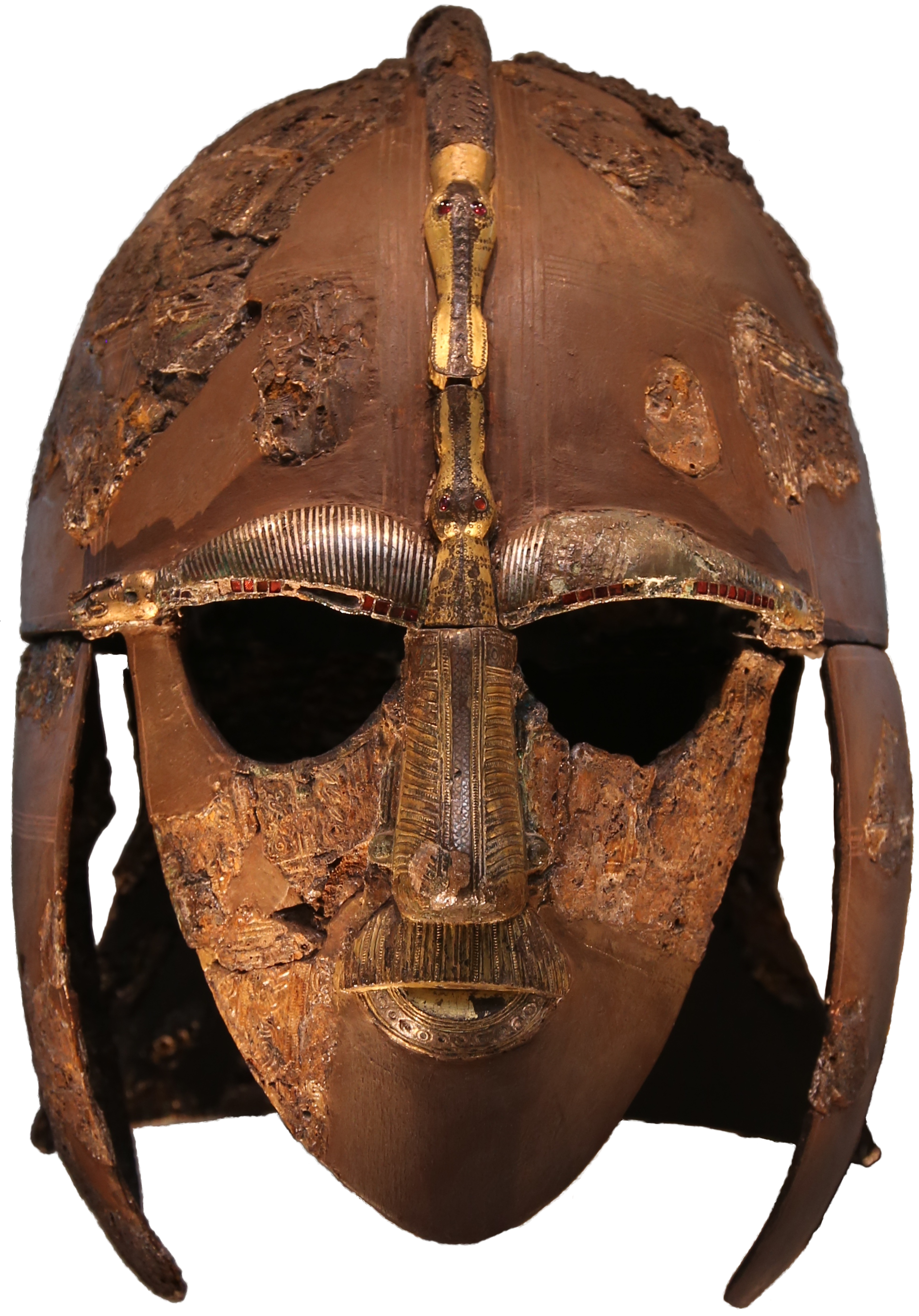
کلاه‌خود آنگلوساکسون از مقبرهٔ مشهور به ساتن هو مربوط به قرن هفتم میلادی

با آغاز قرون وسطی، انگلستان بخشی از خاک بریتانیای روم و یک استان سابق از امپراتوری روم به حساب می‌آمد. اقتصاد بریتانیا تحت استیلای امپراتوری روم به منظور ایجاد یک تشکیلات نظامی بزرگ قرار گرفت که همین موضوع به پشتیبانی از شبکهٔ پیچیده‌ای از شهرها، جاده‌ها و ویلاهای رومی کمک کرد. با همه این احوال — تا پایان قرن چهارم میلادی — اغلب نیروهای رومی از انگلستان خارج شده بودند و پس از آن، اقتصاد انگلیسی فرو ریخت. در طول قرن پنجم، مهاجرت آلمان‌ها به این منطقه رو به فزونی نهاد. مهاجرت آغازین آن‌ها مسالمت‌آمیز بود که منجر به ایجاد شهرک‌ها و مزارع کوچک گردید. هویت سیاسی و اجتماعی نوینی از بطن این مهاجرت پدید آمد که از جمله آن‌ها می‌توان به فرهنگ آنگل‌ها در شرق و فرهنگ ساکسون‌ها در جنوب انگلستان اشاره داشت که ضمن تلفیق با گروه‌های محلی باعث پایه‌گذاری بخش‌ها و قلمروهایی گردید که حکومت‌های کوچک اداره شده توسط خانواده‌های قدرتمند و اشخاص را شامل می‌گردید.از قرن هفتم، برخی از حاکمان منتسب به خاندان‌ها و خانواده‌هایی همچون وسکس، پادشاهی آنگلیای شرقی، پادشاهی اسکس، و کنت، ضمن تشکیل عمارت پادشاهی، به زندگی در ویلاهای شخصی و مراکز سلطنتی پرداخته و درهای بارگاه خود را به روی تابعین و خراج‌گذاران اطراف و اکناف قلمروهایشان گشودند. این شیوه از پادشاهی به هپتارچی یا پادشاهی‌های هفتگانه انگلستان در تاریخ انگلستان شهره گشت.
پادشاهی مرسیا در قرن هفتم میلادی، تحت رهبری و هدایت پادشاه پندا به بالندگی و شهرتی درخور دست یافت. مرسیا در همان زمان به سرزمین‌های مجاور یورش برد و این هجمه تا زمان از دست رفتن کنترل ۵۰ قلمرو ضمیمه انگلستان ادامه داشت. مرسیا و بازمانده پادشاهی، تحت رهبری جنگجویان برگزیده‌اش به رقابت و کشمکش بر سر قلمروها پرداختند که این کشمکش‌ها تا حدود سده هشتم میلادی ادامه یافت. استحکامت و سنگرهای عظیمی توسط اوفای مرسیا ایجاد گردید که از میان آن‌ها می‌توان به استحکامات دایک اشاره داشت. اغلب این استراتژی‌ها در جهت دفاع از مرزها و حمایت از شهرهای کلیدی بود. با همه این تفاسیر در سال ۷۸۹ میلادی نخستین حملات اسکاندیناوی در انگلستان آغاز گردید. تهاجم وایکینگ‌ها در ابعاد متفاوتی ادامه داشت تا اینکه در سال ۸۶۵ میلادی، قبیله ژرمنیِ دانمارکی‌ها به همراه ارتشی بزرگ، انگلستان را مورد تهاجم قرار داد. این تهاجم منتج به تسخیر یورک و شکست پادشاهی آنگلیای شرقی گردید. مرسیا و پادشاهی نورثامبریا متعاقباً و به فرجام در سال‌های ۸۷۵ و ۸۷۶ سقوط کردند و آلفرد بزرگ در سال ۸۷۸، گرفتار یک سرگشتگی و تبعید داخلی گردید.
با همه این احوال — در همان سال — آلفرد موفق به کسب یک پیروزی قاطع در نبرد ادینگتون علیه دانمارکی‌ها گردید. آلفرد، در عین حال با القای ترس از خطر تهاجم و تسلط وایکینگ‌ها توانست تعداد بسیار زیادی از مردان جنگی را بسیج نموده و با کمک یک زنجیره از شهرهای دفاعی به نام بُرْس به دفاع از قلمرو و صیانت از منابع سلطنتی بپردازد. آلفرد با نقش مهمی که در این زمان داشت، به سرکوب مخالفت‌های داخلی پرداخت. وی همچنین مهاجمان را به محوطه وسیع و بی‌انتهایی به نام دانلا کشاند. در زمان پسر او مشهور به ادوارد پدر و نوه او — اتلستن — وسکس، به سمت شمال گسترش بیشتری یافت و مرزهای آن به مرسیا و دان‌لاو رسید. در سال ۹۵۰ میلادی و در زمان حکومت ادرد و ادگار، یورک مجدداً و به‌طور دائمی از دست وایکینگ‌ها پس گرفته و آزاد شد. با مرگ ادگار، موضوع جانشینی تبدیل به مسئله‌ای مشکل ساز شد. اتلرد بدسگال، در سال ۹۷۸ پس از قتل برادرش ادوارد [مشهور به ادوارد شهید]
 قدرت را به دست گرفت اما پس از آن، انگلستان توسط اسون یکم — فرزند پادشاه دانمارک‌ها — مورد تهاجم قرار گرفت. تلاش‌ها برای پرداخت رشوه به «اسون» بر پایهٔ مالیات دین‌گلد در جهت چشم پوشی از حمله، با شکست مواجه شد و او توانست که تاج و تخت را در سال ۱۰۱۳ میلادی به دست بگیرد. فرزند اسون — مشهور به کانوت بزرگ — پس از به کسب قدرت در سال ۱۰۱۶ میلادی، بسیاری از خانواده‌های قدیمی انگلیسی را به زعم تسویه حساب از میان برداشت. ادوارد خستو — فرزند اتلرد — از تبعید نرماندی جان سالم به در برد و در سال ۱۰۴۲ برای احقاق حق و نشستن بر تخت سلطنت بازگشت. ادوارد فرزندی نداشت و موضوع جانشینی مجدداً تبدیل به یک معضل اساسی گشت. انگلستان در همین زمان تحت تسلط خاندان گادوین قرار گرفت و عطف به کشتار دانمارکی‌ها، دستمایه‌ای شد برای به دست آوردن ثروتی عظیم توسط این خاندان. هنگامی که ادوارد در سال ۱۰۶۶ درگذشت، هارولد گادوینسن مدعی تاج و تخت گردید و هارالد هاردرادا، رقیب نروژی خود را در نبرد استمفورد بریج شکست داد.

## قرون وسطای میانه

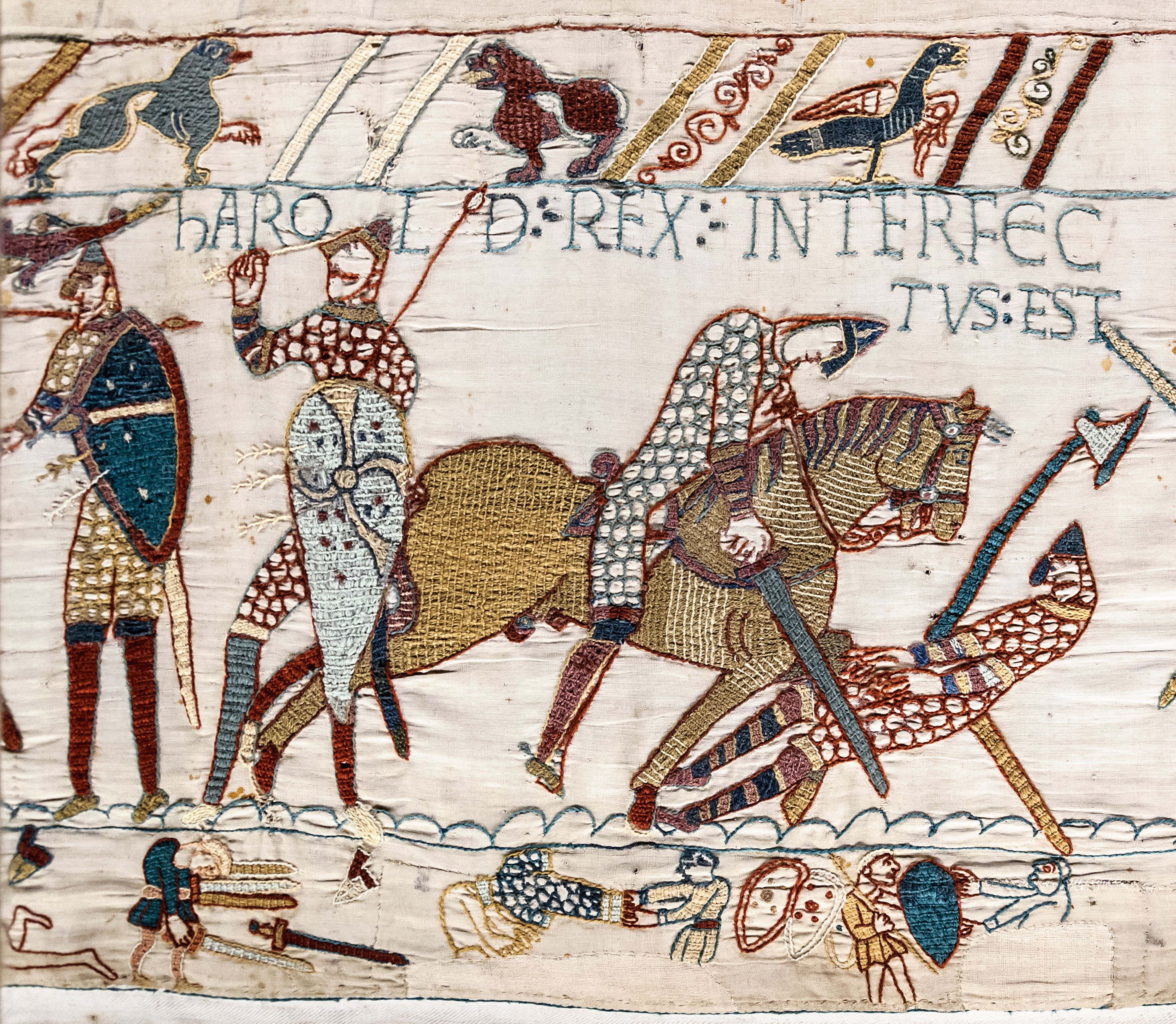
بخشی از نقش‌نگارهای فرشینه بایو، نشانگر مراحل پایانی نبرد هیستینگز

ویلیام یکم — در سال ۱۰۶۶ — ضمن مغتنم شمردن فرصت، از بحران موجود به واسطهٔ مسئله جانشینی سود جست و انگلستان را مورد تهاجم قرار داد. وی [ویلیام] ارتشی به همراه داشت که مرکب از پیروان و مزدوران نورمن بودند و با کمک این ارتش توانست، افزون بر شکست هارولد در نبرد هیستینگز، جنوب انگلستان را نیز تسخیر نماید. ویلیام با کمک شبکه‌ای از قلعه‌ها، کنترل مراکز عمدهٔ قدرت را به دست گرفت. او زمین‌های فراوانی را به پیروان نزدیک و همراهان نورمن خود اختصاص داد و نخبگان آنگلوساکسون را به دربار پذیرفت و تعدادی را هم از میان برداشت. برخی از لردهای نورمن، از انگلستان به عنوان سکوی پرتابی برای حمله به ولز جنوبی و ولز شمالی استفاده نمودند و بدین وسیله، سرزمین‌های نوینِ تحت حاکمیت خود را گسترش داده و اربابان قلمروهای تازه گشتند. در هنگام مرگ ویلیام به سال ۱۰۸۷، انگلستان تبدیل به بزرگترین بخش از امپراتوری آنگلو-نورمن گشته بود که توسط زنجیره‌ای از نجیب‌زاده‌های صاحب املاک وسیع در نرماندی و ولز اداره می‌شد.
حکومت نورمن‌ها، ناپایدار بود و مقولهٔ یافتنِ جانشینی برای تاج و تخت، محرک مناقشه‌های بسیاری می‌گردید که اغلب، درگیری‌های خونینی را نیز میان مدعیان و نجبا رقم می‌زد. هنگامی که ویلیام دوم پادشاهی را به ارث برد، با شورش‌هایی مواجه گردید که آرمانشان، جایگزینی وی با برادر بزرگترش روبر یا حتی پسر عمویش، استیفن اومال بود. در سال ۱۱۰۰ میلادی، [ویلیام دوم] در حالی که در شکارگاه مشغول شکار بود، طی حادثه‌ای کشته شد. با وجود ادعاهای روبر نسبت به تاج و تخت؛ با همه اینها، برادر کوچکتر وی — هنری یکم — بلافاصله قدرت را به دست گرفت. در ادامهٔ این ماجراها، مناقشه‌ای شکل گرفت که به شکست روبر در نبرد تینچبری ختم گردید و متعاقب آن وی اسیر و زندانی گردید. هر چند، فرزندش — ویلیام کلیتو — از بند اسارت رست و برای شورش‌های تازه؛ تا زمانی که در سال ۱۱۲۸ به قتل رسید، برنامه‌ریزی نمود. تنها فرزند مشروع هنری، موسوم به ویلیام آدلین، در اثر فاجعهٔ مشهور به کشتی سفید در سال ۱۱۲۰ جان خود را از دست داد که خود این موضوع، موجب بحران جانشینی جدیدی گردید. برادرزادهٔ هنری — استیون — در ۱۱۳۵ میلادی مدعی تاج و تخت گردید که ادعای وی توسط امپراتریس ماتیلدا [دختر هنری]، مورد بحث قرار گرفت. به دنبال این موضوع، جنگ داخلی در سرتاسر انگلستان و نرماندی آغاز گردید. نتیجهٔ این مناقشات طولانی در تاریخ با نام هرج و مرج ثبت گردید. فرزند ماتیلدا — هنری — به فرجام و بر طبق معاهده والینگفورد در سال ۱۱۵۴ به عنوان پادشاه برگزیده شد.
هنری دوم، نخستین فرمانروای پادشاهی آنژوین‌ها در انگلستان بود که عناوینی همچون کنت آنژو — منطقه‌ای در شمال فرانسه  — را هم در اختیار داشت. این پادشاه در عین حال به واسطهٔ ازدواج با الینور د آکیتن سرزمین‌های وسیعی از دوک‌نشین آکیتن را به دست آورد. انگلستان در همین زمان، نقشی اساسی در بخش‌های گسترده‌ای از سرتاسر اروپای غربی ایفا می‌نمود که بعدها با عنوان امپراتوری آنژوین نامیده گردید. هنری توانست قدرت و امور مالی سلطنتی را سر و سامان بخشد. در همان مقطع، مداخلاتی در قالب تهاجم نورمن‌ها به ایرلند با هدف ترویج کوچ‌نشین‌سازی آنگلو-نورمن در آن کشور صورت پذیرفت. این پادشاه همچنین مرزهای انگلستان با ولز و اسکاتلند را تقویت و از ثروت کشور برای تأمین بودجه طولانی مدت در جهت تقابل با رقبای فرانسوی استفاده نمود. ترتیبات جانشینی برای وی [هنری] یک بار دیگر ثابت نمود که این مسئله موضوعی مشکل‌ساز است. چندین شورش مختلف توسط فرزندان هنری به وقوع پیوست که نشانگر اشتیاق آن‌ها برای به دست آوردن قدرت و زمین بود. این شورش‌ها در برخی مقاطع توسط فرانسه، اسکاتلند و شاهزادگان ولزی هم حمایت می‌شدند. در پایان این سلسله رویدادها و به دنبال نزاع نهایی میان هنری و فرزندانش؛ ریچارد یکم سرانجام توانست در تاریخ ۱۱۸۹ به تخت سلطنت دست یابد.
ریچارد [تقریباً] تمام دوران پادشاهی خود را صرف حفاظت از اموال و املاکش در فرانسه و همچنین مشارکت در سومین دوره از جنگ‌های صلیبی نمود. برادر وی — جان — که با نام «جان لکلند» (جان بدون‌زمین) شهره بود، در سال ۱۱۹۹ بر اریکهٔ قدرت نشست. جان پس از چندین سال نبرد با فرانسه، نرماندی و اغلب سرزمین‌های آکیتن را از دست داد. او مجبور شد تا با انجام مبارزات متوالی، که به‌طور فزاینده‌ای گران و سنگین بودند و همین‌طور برخی لشکرکشی‌ها، اموال از دست رفته را بازیابد. جان تلاش‌های بسیاری برای بالا بردن عایدی‌های سلطنتی ابراز می‌نمود و به واسطهٔ همین تلاش‌ها، روابط وی با بارون‌های انگلستان رو به تیرگی نهاد که در نهایت به مناقشه سال ۱۲۱۵ ختم گردید. بازگرداندن صلح از طریق امضای «پیمان مگناکارتا» یا منشور کبیر، مرحمی کارساز بر زخم این تنش‌ها نبود و به دنبال آن نخستین نبرد بارون‌ها صورت پذیرفت. شورش بارون‌ها و پشتیبانی فرانسه از شورشیان، تا زمان مرگ جان ادامه داشت که تبدیل به یک موضوع لاینحل گردید. در همین زمان، بارون‌های وفادار به هنری سوم — فرزند و وارث جان — زمینه‌ساز دست‌یابی وی به سلطنت شدند. ساختارهای قدرت انگلستان در آن مقطع ناپایدار بودند که این موضوع به اسارت موقت هنری به دست شورشیان انجامید. در سال ۱۲۶۴ و با آغاز دومین نبرد بارون‌ها، فرزند هنری — پرنس ادوارد — توانست در نبرد ایوشام، ضمن کشتن رهبر بارون‌های شورشی موسوم به سیمون دو مونتفورد، ششمین ارل لستر، گروه‌های شورشی را شکست داده و پدر را مجدداً به قدرت بازگرداند. تمام این جریانات در میان سال‌های ۱۲۶۵ تا ۱۲۶۷ صورت پذیرفت.

## اواخر قرون وسطی

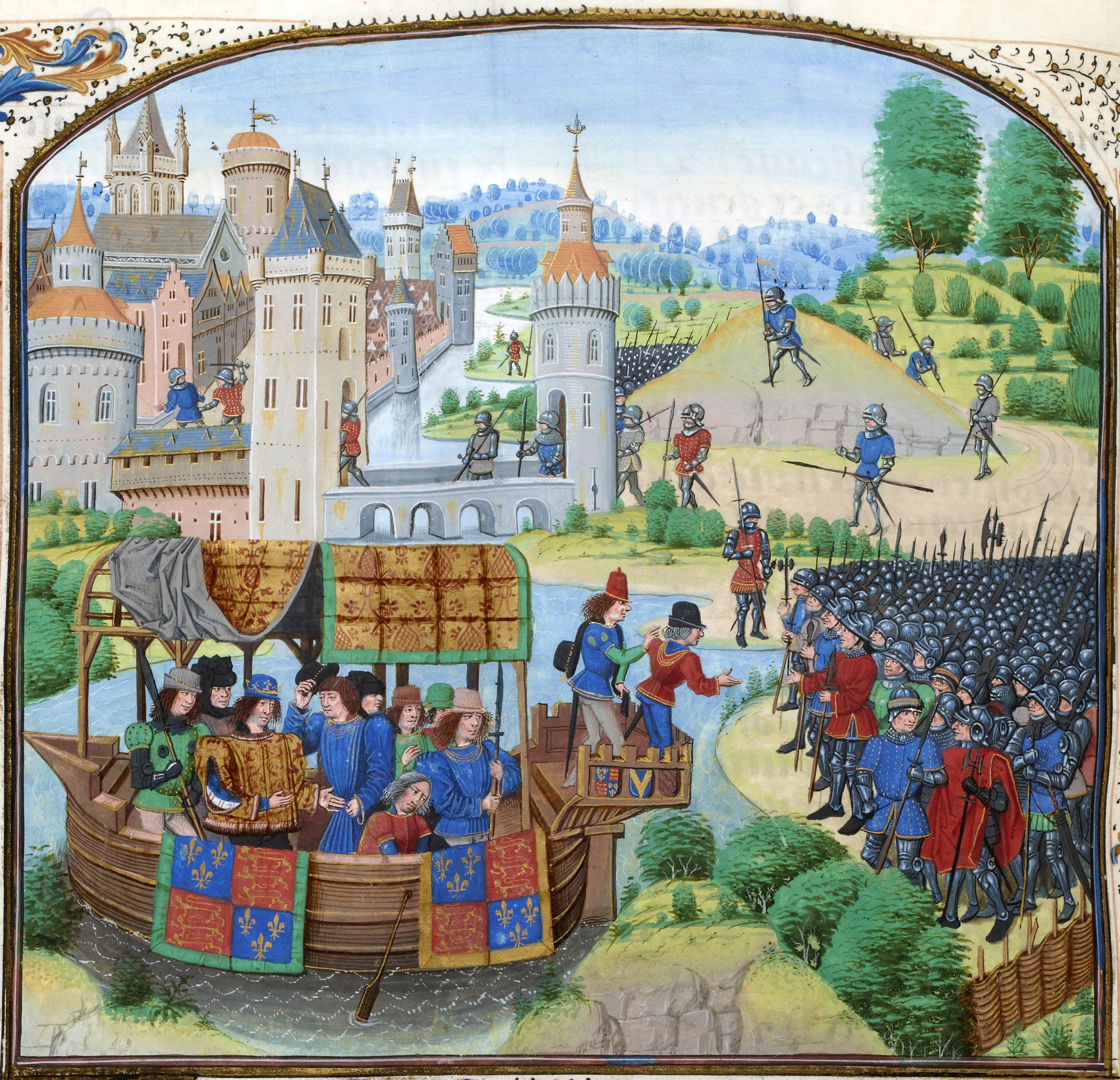
ریچارد دوم در جریان شورش دهقانان، وعدهٔ اصلاحات سیاسی و اقتصادی را می‌دهد.

ادوارد یکم پس از رسیدن به تخت پادشاهی، اقدام به بازسازی پایه‌های حکومت نمود. بسیاری از قلعه‌های ویران شده و کلیدی، در همین زمان بازسازی یا گسترش داده شدند و سپس مورد بهره‌برداری قرار گرفتند. شورش‌های شاهزادگان شمالی ولز، سبب گردید تا ادوارد ارتش بزرگی را بسیج نماید. با کمک این ارتش، وی توانست ولزی‌های را شکست داده و برنامه‌ای برای استعمار این منطقه به وسیلهٔ ایجاد کوچ‌نشین‌های متعدد و ساخت قلعه‌های مستحکم تدوین نماید. جنگ‌های بیشتری نیز در مناطق فلاندر و آکیتن صورت پذیرفت. ادوارد همچنین در نبردها و لشکرکشی‌های اسکاتلند هم مشارکت داشت که منتج به اولین جنگ استقلال اسکاتلند گردید. این کمپین‌های نظامی برای انگلستان پیروزی استراتژیک در پی نداشت و به دنبال این موضوع، هزینه‌های ایجاد شده مسبب ایجاد تنش‌هایی گردید که منجر به جنگ داخلی شد. دامنهٔ جنگ با اسکاتلند، گریبان ادوارد دوم را نیز گرفت و در نتیجهٔ دلمشغولی‌های پادشاهی و ناکامی‌های نظامی، مخالفت‌هایی در راستای حکومت وی پدیدار گشت. جنگ دسپنسر، که از سال ۱۳۲۱ تا ۱۳۲۲ به طول انجامید، باعث ایجاد بی‌ثباتی و به دنبال آن قتل ادوارد به دست همسر فرانسوی‌اش، ایزابلا و بارون شورشی، راجر مورتیمر گردید. پس از این اقدامات، ایزابلا و مورتیمر به حکومت پرداختند، اما این دستاورد، مستعجل بود و تنها برای چند سال تا پیش از وقوع کودتای سال ۱۳۳۰ میلادی، که توسط فرزند ایزابلا موسوم به ادوارد سوم صورت پذیرفت ادامه داشت.
ادوارد سوم، همانند پدربزرگش، اقداماتی را برای اعادهٔ قدرت سلطنتی آغاز نمود، اما در دههٔ ۱۳۴۰ بود که مرگ سیاه به انگلستان رسید. تلفات ناشی از همه‌گیری و به دنبال آن عودهای متوالی این طاعون، به‌طور قابل توجهی بر رویدادهای انگلستان در سال‌های آینده تأثیر گذاشت. در همین زمان، ادوارد، تحت فشار منطقهٔ فرانسوی آکیتن قرار گرفت که این موضوع باعث ایجاد یک چالش برای تاج و تخت پادشاهی فرانسه گردید. در طول قرن بعد، نیروهای انگلیسی، درگیر جنگ‌های طولانی مدت و فرساینده گردیدند که در طول تاریخ، از این سلسله جنگ‌ها با عنوان جنگ‌های صد ساله یاد می‌گردد. با وجود چالش‌هایی که به واسطهٔ ابهام در بازدهی پرداختی‌های کلان برای جنگ صورت گرفت، موفقیت‌های نظامی ادوارد، موجب هجوم ثروت غارت شده به بسیاری از نقاط انگلستان و تأثیر قابل توجه آن در ساخت و سازها توسط پادشاه گردید. بسیاری از نخبگان و برگزیدگان انگلستان، از جمله فرزند ادوارد مشهور به ادوارد، شاهزاده سیاه، به شدت در مبارزات انتخاباتی مناطق تسخیر شدهٔ فرانسه و ادارهٔ سرزمین‌های قلمرو جدید فعالیت می‌نمودند.
نوهٔ جوان ادوارد، موسوم به ریچارد دوم، با بحران‌های سیاسی و اقتصادی بسیاری مواجه شد که میراث «مرگ سیاه» بودند. از جملهٔ این بحران‌ها می‌توان به شورش دهقانان در سال ۱۳۸۱ اشاره داشت که سراسر جنوب انگلستان را در بر می‌گرفت. در طی دهه‌های بعد، ریچارد و گروهی از نجیب‌زادگان، توان سیاسی خود را معطوف به اعمال قدرت و تسلط بر فرانسه نمودند و این شیوه تا زمان به قدرت رسیدن هنری بولینگبروک به سال ۱۳۹۹ و تحت حمایت پارلمان ادامه داشت. بولینگبروک که اکنون با نام «هنری چهارم» سلطنت می‌نمود، قدرت را از طریق یک شورای سلطنتی مرکب و پارلمان به اجرا می‌گذاشت و در همین حال تلاش بسیاری برای برانگیختگی سیاسی و مذهبی مبذول داشت. فرزند او مشهور به هنری پنجم، موضوع جنگ با فرانسه را که برای مدت کوتاهی به محاق فراموشی سپرده شده بود به جریان انداخت و چیزی نمانده بود که در مدت زمان کوتاهی قبل از مرگش به سال ۱۴۲۲، به موفقیت استراتژیک دست یابد. پس از وی، هنری ششم، زمانی به پادشاهی رسید که ۹ ماه بیشتر نداشت و در همین زمان، دو موضوع پیچیدهٔ نظام سیاسی انگلستان از طرفی، و وضعیت نظامی فرانسه از طرف دیگر رو به تجزیه و تحلیل گذاشتند.
جنگ خونین دیگری که در درون انگلستان به وقوع پیوست، بعدها با نام جنگ گل‌های رز شهرت یافت. شعله‌های این نزاع درونی در سال ۱۴۵۵ زبانه کشید که دلیل آن بحران اقتصادی و گسترش بی‌لیاقتی و ضعف پادشاهی وقت بود. ادوارد چهارم، رهبری جناح یورک‌ها را بر عهده داشت و توانست که در سال ۱۴۶۱، هنری را از قدرت ساقط و به پادشاهی دست یابد، اما در سال ۱۴۶۹، برادر ادوارد — جورج پلانتاژنه، نخستین دوک کلارنس — با کمک نجبا و حامیان فرانسوی مدعی تاج و تخت انگلستان گردید. در سال ۱۴۷۱، ادوارد از همهٔ این جریانات رسته و اغلب رقبای وی از میان برداشته شدند. با مرگ ادوارد، قدرت وی به برادرش ریچارد گلاستر منتقل گردید که در ابتدا، نقش نیابت سلطنت برای فرزند خردسال ادوارد و برادرزاده‌اش یعنی ادوارد پنجم را ایفا می‌نمود. سرانجام، هنری هفتم، با کمک سربازان فرانسوی و اسکاتلندی به انگلستان بازگشت و توانست که ریچارد را در نبرد بازورث فیلد به سال ۱۴۸۵ شکست دهد. این نبرد که به کشته شدن ریچارد هم ختم گردید، پایانی بود بر جنگ‌های داخلی آن دوران. شورش‌های مقطعی و کوچکی هم به وقوع پیوست با همهٔ این احوال، خاندان تودور توانست که برای سال‌ها به بقای خود ادامه دهد.

## دولت و جامعه

### حکومت و ساختارهای اجتماعی

#### اوایل قرون وسطی (۶۰۰ تا ۱۰۶۶)
پادشاهی آنگلوساکسون بر پایهٔ نوعی سازوکار جامع قشربندی بنا گردیده بود که ریشه‌های ساختاری آن متکی به پیوندهای وفاداری میان اربابان قدرتمند و زیردستان نزدیک آن‌ها بود. پادشاه و خانوادهٔ وی در تارک ساختار اجتماعی قرار داشتند و معمولاً از امتیازها و حمایت‌های ویژه‌ای نسبت به سلسله مراتب معمول زندگی مردمان انگلوساکسون برخوردار بودند. فرودست پادشاه، تگن‌ها، نجیب‌زادگان و الدرمن‌ها (ارل‌های آینده) که قدرتمندتر و مستقل‌تر بودند قرار داشتند. رابطهٔ میان پادشاهان و اشراف با نشان‌های نظامی خانوادگی و تبادل نمادین سلاح و زره جنگی پیوند خورده بود. آزادمردانی که به آنها چورل اطلاق می‌گردید، سطح بعدی سلسله طبقاتی جامعه را شکل می‌دادند که اغلب زمین‌ها را در اختیار خود داشتند و به کسب و کار در شهرها مشغول بودند.

#### اواخر قرون وسطی (۱۲۷۲ تا ۱۴۸۵)
در سال ۱۲۷۲ میلادی، «ادوارد یکم» زمینه‌ساز اعادهٔ قدرت سلطنتی گردید. این پادشاه ضمن اصلاح امور مالی سلطنت، به منظور صدور مجوز افزایش مالیات‌های جدید توسط پارلمان و در عین‌حال، استماع دادخواست‌های مربوط به سوء استفادهٔ حکام محلی، به نخبگان کشور توسل جُست. موازنه‌ای که وی آغازید، مستعجل بود و با شروع بر تخت نشستن «ادوارد دوم» فرو پاشید و جنگ‌های داخلی وحشیانه در طول دهه ۱۳۲۰ آغازیدن گرفت. ادوارد سوم توانست با مساعدت اکثریت اشراف و با اعمال قدرت از طریق خزانه‌داری پادشاهی امور کشور را دوباره سر و سامان دهد. این حکومت، بهتر از هر زمان دیگری سازماندهی شده بود و در مقیاس بزرگ‌تری ریشه دواند. ادوارد — حتی نسبت به اسلاف خود — پا را فراتر گذاشت و پارلمان را برای ادارهٔ امور عمومی، قانون‌گذاری و امکان افزایش مالیات‌های لازم برای پرداخت هزینه‌های جنگ در فرانسه تحت فشار گذاشت. تیول‌ها و اراضی سلطنتی و در نتیجهٔ آن،  عواید حاصل از آنها در طول سال‌ها کاهش یافته بود و مالیات‌های مکرر برای حمایت از اصلاحات سلطنتی امری ضروری می‌نمود. ادوارد به منظور متحد کردن حامیان خود در جوار نمادهای «آیین سلحشوری»، رویدادهای جوانمردانه مفصلی تدارک دید و به همین مناسبت، آرمان‌های شوالیه‌گری در طول قرن چهاردهم، افزون بر فزونی یافتن، تا آنجا پیش رفت که بازخورد آن در قالب مضامینی همچون نشان جوانمردی، نشان بند جوراب، تورنمنت و همچنین تورنمنت میز گرد (برگرفته از میز گرد) تجلی یافت.

## اقتصاد و فناوری

### علم و فناوری

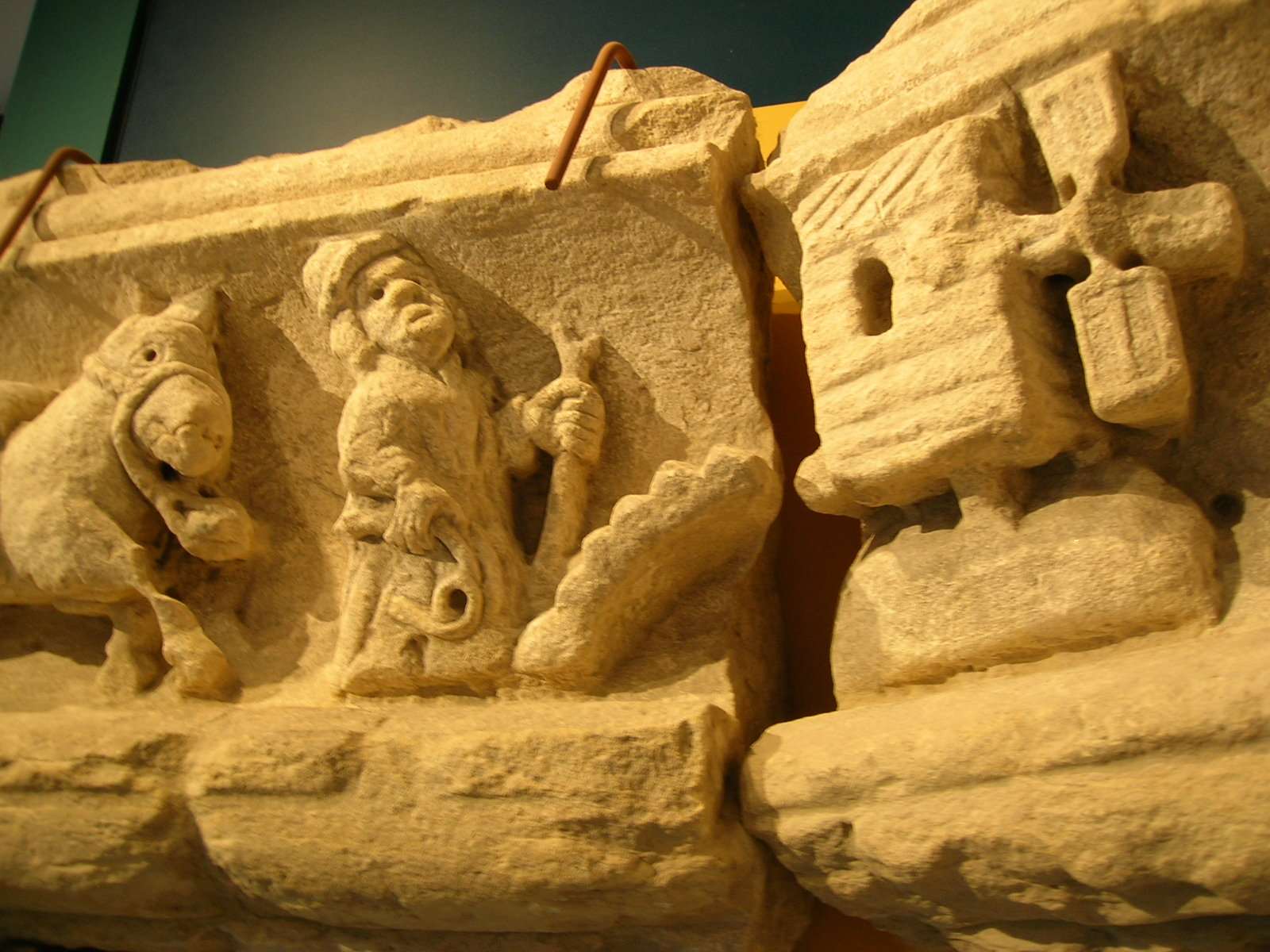
حکاکی قرون وسطایی از ری‌وو ابی نشان‌دهندهٔ یکی از آسیاب‌های بادی که در سده ۱۳ مورد استفاده قرار می‌گرفت

علم و فناوری به شکل قابل توجهی در انگلستان دوران قرون وسطی پیشرفت قابل ملاحظه‌ای داشته‌است. تفکرات فلسفه یونان باستان و علوم اسلامی که از قرن دوازدهم به بعد به انگلستان رسیده بودند، مسبب پیشرفت‌های بسیاری در نظریه‌های علمی گردید. از جمله موارد مورد توجه در این زمینه‌ها می‌توان به آشنایی با اعداد عربی اشاره داشت که زمینه‌ساز پیشرفت در واحدهای مورد استفاده برای اندازه‌گیری زمان گردید. ساعت‌های ساخته شده و مبتنی بر این دستاورد، برای نخستین مرتبه در اواخر قرن سیزدهم میلادی در انگلستان ساخته شدند و تقریباً به‌طور قطع می‌توان گفت که نخستین ساعت‌های مکانیکی تا دهه ۱۳۲۰، در اغلب کلیساها و صومعه‌ها نصب گردیدند. اختربینی، سحر و جادو و کف‌بینی از مهمترین موارد مهم دانش در انگلستان قرون وسطایی به حساب می‌آمدند. هر چند برخی به قابلیت موارد موصوف شک داشتند و مطمئن نبودند.
این دوره همچنین محققان تأثیرگذاری را نیز معرفی کرد که از میان آنها، راجر بیکن، فیلسوف و راهب صومعهٔ فرقه فرانسیسکن می‌باشد. بیکن آثاری در زمینهٔ فلسفه طبیعی، اخترشناسی و کیمیا از خود به یادگار گذاشته‌است. کارهای بیکن پایه‌گذار مبانی نظری روش اثبات تجربی در علوم آینده گردید. ویلیام اکام ضمن ادغام نوشتارهای لاتین، یونانی و اسلامی، به یک نظریهٔ جامع و فرضیهٔ مشهور به تیغ اکام دست یافت. فرضیه‌ای که غالباً شامل نتیجه‌گیری‌های استناد شده به او است. عالمان انگلیسی از زمان سنت بید اعتقاد داشتند که جهان، احتمالاً مدور است اما این یوهانس دی ساکرابوستو بود که در سده ۱۳ میلادی، محیط پیرامون زمین را تخمین زد. علی‌رغم محدودیت‌های پزشکی قرون وسطایی، گیلبرتو آنگلیکوس یکی از مدون‌ترین آثار پزشکی را که به زبان لاتین نوشته شده‌است ارائه نمود. متون برجستهٔ علمی و تاریخی برای نخستین مرتبه در نیمهٔ دوم سدهٔ ۱۴ میلادی به انگلیسی ترجمه شدند که برجسته‌ترین آنها پولی‌کرونیکون اثر رانولف هیگن است. پولی‌کرونیکون گاه‌شمار الهیات و تاریخ جهان می‌باشد و دیگری سفرنامهٔ سر جان ماندویل است. دانشگاه‌های آکسفورد و کمبریج در سده‌های ۱۱ و ۱۲ میلادی تأسیس شدند که الگوبرداری‌شده از دانشگاه پاریس بودند.
پیشرفت‌های فناوری در طیف وسیعی از مناطق صورت پذیرفته‌است. در بیشتر دوران انگلوساکسون استفاده از آسیاب آبی برای آسیاب آرد و غلات بسیار مرسوم بوده‌است و در همین دوره و از سده ۱۲ میلادی، آسیاب‌های آبی افقی نیز در بسیاری از مناطق ساخته و به بهره‌وری گرفته شد. ایدهٔ آسیاب‌های آبی افقی، طرح‌های قدیمی‌تر همچون آسیاب‌های دستی و همین‌طور آسیاب‌های افقی قدیمی را از میان برداشت. آسیاب‌های بادی از اواخر سدهٔ ۱۲ میلادی به تدریج شروع به فعالیت نمودند. فولینگ یا مهندسی نساجی کاموا نخستین مرتبه در همین سده به اوج اعتلای خود رسید و ذوب فلز با استفاده از نخستین کوره بلند در سال ۱۴۹۶ ممکن گردید. روش‌های جدید در استخراج معادن کشف و توسعه داده شد و در اواخر قرون وسطی، پمپ‌های مبتنی بر کارکرد نیروی بخار نیز در معادن مورد استفاده قرار گرفت. ابداع آبجوهای تولید شده باگل رازک در سده ۱۴ میلادی مسبب دگرگونی صنعت آبجوسازی گردید و روش‌های جدیدی نیز برای حفظ و نگه‌داری ماهی اختراع گردید. سفال‌های لعابدار در سدهٔ ۱۲ تا ۱۳ میلادی رواج پیدا کردند و سنگینه تا حد زیادی جایگزین سینی‌های چوبی و تغارهای سده ۱۵ شد. ویلیام کاکستون و وینکن دی وورد در اواخر سده ۱۵ میلادی، استفاده از دستگاه چاپ فشاری را آغاز نمودند. مسیرهای تجاری و حمل‌ونقل نیز بهبود یافته و در طی رونق اقتصادی طولانی‌مدت سده‌های ۱۲ و ۱۳ میلادی، بسیاری از پل‌های سنگی جاده‌ها احداث یا بازسازی و مرمت شدند. با معرفی کشتی‌های موسوم به کوج، تجارت دریایی انگلستان، سود سرشاری به دست آورد و بسیاری از اسکله‌ها بهبود و ارتقا یافته و اغلب آنها برای نخستین مرتب مجهز به جرثقیل گردیدند.

## هنرها

### هنر

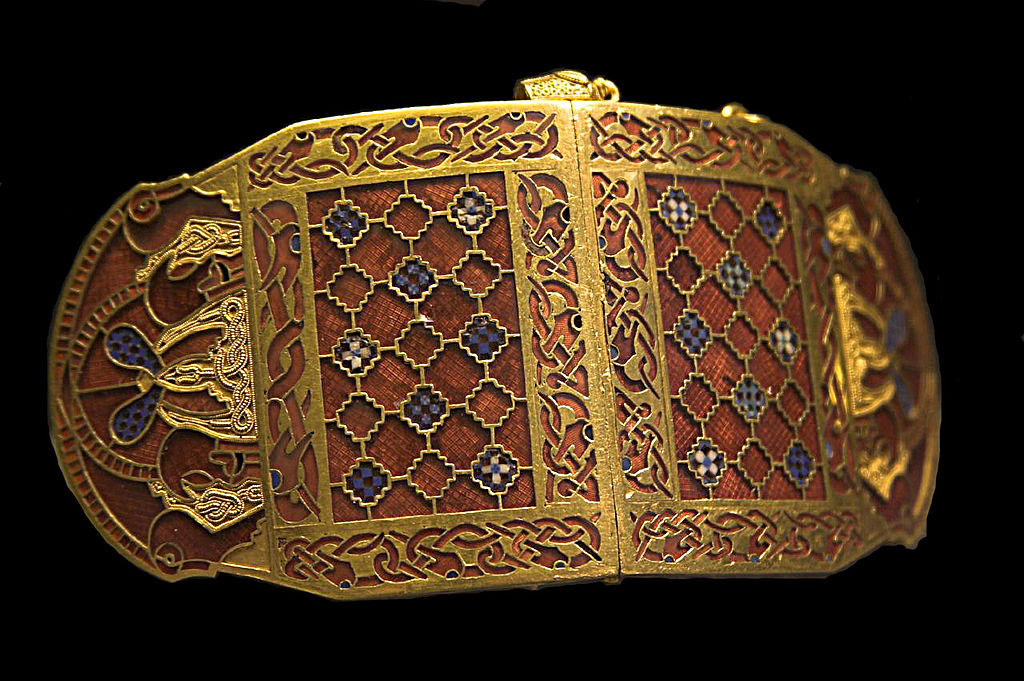
اتصال‌دهندهٔ شانه انگلوساکسونی با طراحی هندسی بر پایهٔ سبک جانورسان و مزین به نقش گراز در انتها

انگلستان در دوران قرون وسطی مُبدع هُنر به اَشکال مختلف بود که این اِبداعات به شکل نقاشی، حکاکی، کتاب، پارچه و بسیاری از اشیا کاربردیِ زیبای دیگر بود. طیف گسترده‌ای از موادی مُشتمل بر طلا، شیشه و عاج برای اِعتلای این هُنر مورد استفاده قرار می‌گرفت. هُنر، در این دوره توجهٔ دقیقی به مواد و ملزومات مورد استفاده در طرح دارد. هنرمندان آنگلوساکسون، عاجکاری، نسخه‌های خطی تذهیب‌شده، پارچه‌های نفیس قلاب‌دوزی شده، صلیب‌ها و مجسمه‌های سنگی بسیاری پدید آوردند که امروزه تعداد اندکی از آن‌ها تا همین دورهٔ مُدرن باقی مانده‌اند. آن‌ها طیف‌های متنوع و گسترده‌ای از ادوات مختلف از جمله؛ انواع قلاب‌ها و تسمه‌ها، سنجاق‌های سینه، شاخ‌نوش‌های مختلف و همین‌طور شمشیر را به وسیلهٔ فلزکاری و غالباً با استفاده از طلا و گارنت می‌ساختند که بسیاری از آن‌ها مزین به طرح‌های اختصاصی و شخصی بود. طرح‌های اولیه، از جمله بازمانده‌هایی که در گورستان سوتون هو کشف گردیدند، دارای یک سبک جانورسان بودند که به شدت متأثر از سبک‌های آلمانی بود که نشانهٔ بارز آنها، شکل و قوارهٔ مختلف حیوانات به صورت اشکال تحریف‌شده در کنار الگوهای هندسی می‌باشد. از قرن هفتم به بعد، واقع‌گرایی یا طرح‌هایی مبتنی بر طبیعت، محبوبیت گسترده‌تری یافت. نمایش هنرهای پلاستیکی ضمن گنجاندن حیوانات و افراد در اینگونه از طرح‌ها، باعث انعطاف‌پذیری این فرم نیز گردید. قرن دهم میلادی، سرآغاز ورود هنر کارولنژی با الهام و منبعث از تصاویر کلاسیک به این قاره بود که به صورتی بسیار فراگیر، در صومعه‌های اصلاحاتی بندیکت و در سراسر جنوب و شرق انگلستان مورد استفاده قرار گرفت.
تهاجم نرمن‌ها به انگلستان، سبک‌های هنری بخش شمالی فرانسه به ویژه تذهیب‌کاری و نقاشی‌های فرسکو یا دیواری را رواج داده و هنر حکاکی و کنده‌کاری را منسوخ نمود. در زمینهٔ هنرهای دیگر از جمله گل‌دوزی، نفوذ انگلوساکسون تا قرن ۱۲ میلادی مشهود است و گل‌دوزی برجسته و مشهور فرشینه بایو نمونه‌ای از سبک‌های قدیمی‌تر است که در دوره‌های جدید بعدی نیز مورد استفاده قرار گرفته‌است. ویترای یا شیشه‌های مزین رنگی از متمایزترین نمونه‌های بارز هنر انگلیسی در اواخر قرون میانه است هر چند به‌طور کلی شیشه‌های رنگی تقریباً در تمام مناطق اروپا مورد استفاده قرار گرفته بود. هنر ساخت شیشه‌های کوچک رنگی و تزیینی تا همین امروز هم در انگلستان پابرجا و میراث همان دوره است اما معمولاً جنبهٔ هنری، زینتی و آموزشی دارد. ساخت پرده‌های نگارین انگلیسی در اوایل قرن ۱۴ میلادی از کیفیت بسیار بالایی برخوردار بوده‌است. آثار تولیدی در این زمینه توسط راهبان و خبرگان لندنی تحت عنوان اوپوس انگلیکوم به سراسر اروپا صادر شد. کتاب‌های تذهیب‌شدهٔ انگلیسی همچون مزامیزنامهٔ ملکه مری در همین مقطع از شهرت بسزایی برخوردار بودند که علاوه بر نقش‌های پیکرنمای بسیار، دارای طراحی، بافت و رنگ‌آمیزی بسیار غنی نیز بودند. در همان سده ۱۴ میلادی با توجه به رقابت این هنر با فلاندرز، کیفیت هنر تذهیب‌انگلیسی کاهش چشمگیری یافت و بعدها تکه‌های تذهیب‌شدهٔ قرون وسطایی انگلیسی، به‌طور کلی تقلیدی از سبک‌های فلمیش بودند.

### ادبیات، موسیقی و تئاتر

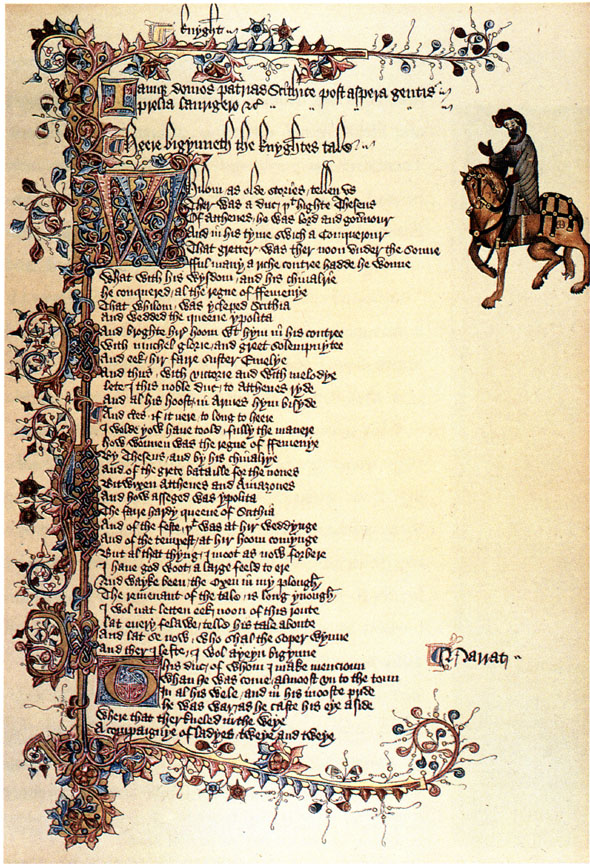
دست‌نوشتهٔ تذهیب شده از حکایت‌های کنتربری اثر جفری چاسر، نشانگر شوالیه قرن پانزدهم (راست)

انگلوساکسون‌ها اشعار بسیاری را به زبان انگلیسی باستان ارائه نمودند که برخی از آنها در اوایل سدهٔ ۹ نگاشته شده‌اند هر چند اغلب اشعار باقیمانده در سده ۱۰ و ۱۱ میلادی گردآوری شدند. بیوولف که احتمالاً میان سال‌های ۶۵۰ تا ۷۵۰ میلادی نوشته شده، نمونه‌ای از همین اشعار است که حکایت شعرگونهٔ یک قهرمان اژدهاکُش است که فرجام وی نیز مرگ توسط اژدها است اما با این همه نشانه‌هایی از تأثیرات وام‌گرفته از مسیحیت جدید در انگلستان را نشان می‌دهد. زبان انگلیسی باستان همچنین از سده ۹ به بعد برای نوشتار آکادمیک و متون ادبی مورد استفاده قرار گرفته‌است که از جمله آنها می‌توان به ترجمهٔ آثار مشهور خارجی بر همین پایه از کتاب پروای شبان نام برد
شعر و مزامیر فرانسوی پس از فتح نورمن‌ها محبوب شد و متقابلاً، تا قرن ۱۲ میلادی برخی از آثار انگلیسی نیز بر پایهٔ نثر و منظوم به زبان فرانسوی ترجمه شد. اشعار عاشقانه دربارهٔ رقابت‌ها و عشق محجوبانه در پاریس مورد توجه اقبال عمومی قرار گرفت. داستان‌های مرتبط با دربار شاه آرتور نیز از علاقمندی‌های روزانهٔ عوام بود که بخشی از آن به توجهٔ هنری دوم به این موضوع ارتباط داشت. زبان انگلیسی همچنان برای نوشتار آثار مذهبی و محلی و برخی شعرها در مناطق شمالی انگلستان مورد استفاده قرار می‌گرفت اما بیشتر آثار به زبان‌های لاتین یا فرانسه منتشر می‌گردید. در زمان سلطنت ریچارد دوم جنبشی در استفاده از زبان انگلیسی میانه به راه افتاد که گاهی از این جنبش با عنوان شعر و شاعری ریکاردیان نام برده می‌شود هر چند اینگونه آثار هم الهام‌گرفته از همان اسلوب فرانسوی بود. شیوهٔ کار جفری چاسر از دههٔ ۱۳۷۰ میلادی به بعد، با مقبولیت عامه از حکایت‌های کنتربری وی بر پایهٔ سبک خالص انگلیسی منحصربفرد بود. بخش عمده‌ای از شعرهای درباری توسط شاگردان چاسر تا قرن ۱۵ ادامه یافت و تامس مالوری حکایت‌های قدیمی‌تر از دوران آرتور را در کتابی تحت عنوان مرگ آرتور گردآوری نمود.
موسیقی و آواز نیز در انگلستان دوران قرون وسطی از اهمیت بسزایی برخوردار بوده‌است که استفادهٔ آن در مراسم مذهبی، مناسبت‌های دادگاهی و هم‌سرایی با اجرای تئاتر از آن زمره است. تکنیک‌های آوازخوانی که از آن با عنوان گیمل یاد می‌گردد از قرن ۱۳ میلادی در انگلستان متداول شد که با سازهایی همچون گیتار، چنگ، فلوتک و ارگ بادی به اجرا گذاشته می‌شد. هنری چهارم در انگلستان از طیف وسیعی از موسیقی حمایت مالی به عمل آورد و این در حالی بود که فرزندش، هنری پنجم، تأثیرات بسیاری را از فرانسهٔ اشغالی به ارمغان آورد. کارولز یا موسیقی فستیوالی و جشنواره‌ای، در سده ۱۵ میلادی به بخش مهمی از موسیقی مبدل گشت. این فرم در حقیقت، گونه‌ای از آهنگ‌های آوازینی بودند که نوعی خودداری قابل‌توجه از رقص داشتند که شکل و شمایل رقص را در سده ۱۵ به سمت سبک‌های مذهبی تندرو سوق داد. تصنیف‌ها نیز از اواخر سده ۱۴ به بعد رواج چشمگیری داشت که از میان آنها تصنیف چی‌وی چیس و برخی دیگر که به رابین‌هود اشاره داشتند مشهورتر هستند. نمایش کرامات برای ارتباط نزدیک‌تر و بیشتر با کتاب مقدس در مناطق مختلف به اجرا درآمد. در اواخر سده ۱۴ میلادی، این آثار دستخوش آمیزه‌ای از رموز پر فراز و نشیب بصری گشتند که هر سال و در طی چند روز به اجرا گذاشته می‌شدند و در چرخه‌های مختلف این مراسم به نمایش گذاشته می‌شدند. امروزه نیز تعداد انگشت‌شماری از اینگونه مراسم تا همین سده ۲۱ پابرجا مانده‌اند. انجمن‌ها و گروه‌های مختلف صنفی برای به اجرا گذاشتن بهترین نمایش‌نامه‌ها در هر شهر به رقابت پرداختند که مضمون بیشتر این اجراها غالباً تشریح هویت اجتماعی و مدنی بود.

## واژگان
1. ↑  Feudalism in England
2. ↑  Bastard feudalism
3. ↑  Sutton Hoo
4. ↑  Edward the Martyr
5. ↑  Eleanor of Aquitaine
6. ↑  John Lackland

### کتابشناسی
- Aurell, Martin (2003). L'Empire des Plantagenêt, 1154–1224 (به فرانسوی). Paris: Tempus. ISBN 978-2-262-02282-2.
- Aurell, Martin (2007). "Henry II and Arthurian Legend".  In Harper-Bill, Christopher; Vincent, Nicholas (eds.). Henry II: New Interpretations. Woodbridge, UK: Boydell Press. ISBN 978-1-84383-340-6.
- Barlow, Frank (1999). The Feudal Kingdom of England, 1042–1216. Harlow, UK: Pearson Education. ISBN 978-0-582-03081-7.
- Carpenter, David (2004). The Struggle for Mastery: The Penguin History of Britain 1066–1284. London: Penguin. ISBN 978-0-14-014824-4.
- Chibnall, Marjorie (1993). The Empress Matilda: Queen Consort, Queen Mother and Lady of the English. Oxford, UK: Blackwell. ISBN 978-0-631-19028-8.
- Cobban, Alan B. (1975). The Medieval Universities: Their Development and Organization. London: Methuen. ISBN 978-0-416-81250-3.
- Davis, Ralph Henry Carless (1977). King Stephen (1st ed.). London: Longman. ISBN 0-582-48727-7.
- Dyer, Christopher (2009). Making a Living in the Middle Ages: The People of Britain 850-1520. New Haven, US and London: Yale University Press. ISBN 978-0-300-10191-1.
- Fleming, Robin (2011). Britain After Rome: The Fall and Rise, 400 to 1070. London: Penguin Books. ISBN 978-0-14-014823-7.
- Danziger, Danny; Gillingham, John (2004). 1215: The Year of Magna Carta. London: Hodder and Stoughton. ISBN 978-0-340-82475-7.
- Getz, Faye Marie (1991). Healing and Society in Medieval England: A Middle English Translation of the Pharmaceutical Writings of Gilberus Anglicus. Wisconsin, US: University of Wisconsin Press. ISBN 978-0-299-12930-9.
- Hackett, Jeremiah (1997). "Roger Bacon: His Career, Life and Works".  In Hackett, Jeremiah (ed.). Roger Bacon and the Sciences: Commemorative Essays. Leiden, the Netherlands: BRILL. ISBN 978-90-04-10015-2.
- Happé, Peter (2003). "A Guide to Criticism of Medieval English Theatre".  In Beadle, Richard (ed.). The Cambridge Companion to Medieval English Theatre. Cambridge, UK: Cambridge University Press. ISBN 978-0-521-45916-7.
- Hicks, Michael (2012). The Wars of the Roses. New Haven and London: Yale University Press. ISBN 978-0-300-18157-9.
- Hill, Donald Routledge (1996). A History of Engineering in Classical and Medieval Times. London: Routledge. ISBN 978-0-415-15291-4.
- Humphrey, Chris (2001). "Time and Urban Culture in Late Medieval England".  In Humphrey, Chris; Ormrod, W. M. (eds.). Time in the Medieval World. Woodbridge, UK: Boydell Press. ISBN 978-1-903153-08-6.
- Huscroft, Richard (2005). Ruling England, 1042–1217. Harlow, UK: Pearson. ISBN 0-582-84882-2.
- Kessler, Herbert L. (2004). Seeing Medieval Art. Toronto, Canada: University of Toronto Press. ISBN 978-1-55111-535-1.
- King, Edmund (2007). "The Accession of Henry II".  In Harper-Bill, Christopher; Vincent, Nicholas (eds.). Henry II: New Interpretations. Woodbridge, UK: Boydell Press. ISBN 978-1-84383-340-6.
- Marks, Richard (2001). "Window Glass".  In Blair, John; Ramsay, Nigel (eds.). English Medieval Industries: Craftsmen, Techniques, Products. London: Hambledon Press. ISBN 978-1-85285-326-6.
- Mortimer, Ian (2008). The Perfect King: The Life of Edward III, Father of the English Nation. London: Vintage. ISBN 978-0-09-952709-1.
- Myers, A. R. (1978). English Society in the Late Middle Ages, 1066–1307 (8th ed.). Harmondsworth, UK: Penguin. ISBN 0-14-020234-X.
- Normore, Calvin G. (1999). "Some Aspects of Ockham's Logic".  In Spade, Paul Vincent (ed.). The Cambridge Companion to Ockham. Cambridge, UK: Cambridge University Press. ISBN 978-0-521-58790-7.
- Prestwich, J. O. (1992b). "War and Finance in the Anglo-Norman State".  In Strickland, Matthew (ed.). Anglo-Norman Warfare. Woodbridge, UK: Boydell Press. ISBN 0-85115-327-5.
- Rubin, Miri (2006). The Hollow Crown: The Penguin History of Britain 1272–1485. London: Penguin. ISBN 978-0-14-014825-1.
- Spade, Paul Vincent (1999). "Ockham's Nominalist Metaphysics: Some Main Themes".  In Spade, Paul Vincent (ed.). The Cambridge Companion to Ockham. Cambridge, UK: Cambridge University Press. ISBN 978-0-521-58790-7.
- Steane, John (1999). The Archaeology of the Medieval English Monarchy. London: Routledge. ISBN 978-0-415-19788-5.
- Stenton, Doris Mary (1976). English Society in the Early Middle Ages, 1066–1307. Harmondsworth, UK: Penguin. ISBN 0-14-020252-8.
- Thomas, Hugh M. (2003). The English and the Normans: Ethnic Hostility, Assimilation, and Identity, 1066-c.1220. Oxford, UK: Oxford University Press. ISBN 978-0-19-925123-0.
- Turner, Ralph V. (2009). King John: England's Evil King?. Stroud, UK: History Press. ISBN 978-0-7524-4850-3.
- Warren, W. L. (2000). Henry II (Yale ed.). New Haven, U.S.: Yale University Press. ISBN 978-0-300-08474-0.
- Webster, Leslie (2003). "Encrypted Visions: Style and Sense in the Anglo-Saxon Minor Arts, AD 400-900".  In Karkov, Catherine E.; Hardin Brown, George (eds.). Anglo-Saxon Styles. New York, US: State University of New York. ISBN 978-0-7914-5869-3.
- White, Graeme J. (2000). Restoration and Reform, 1153–1165: Recovery From Civil War in England. Cambridge: Cambridge University Press. ISBN 978-0-521-55459-6.
- Whitelock, Dorothy (1972). The Beginnings of English Society (2nd ed.). Harmondsworth, UK: Penguin Books. ISBN 0-14-020245-5.
- Williams, Gareth (2001). "Military Institutions and Royal Power".  In Brown, Michelle P.; Farr, Carol Ann (eds.). Mercia: An Anglo-Saxon Kingdom In Europe. London: Continuum. ISBN 978-0-8264-7765-1.
- Yorke, Barbara (1995). Wessex in the Early Middle Ages. London: Leicester University Press. ISBN 978-0-7185-1856-1.